# San Donato di Ninea
San Donato di Ninea ist eine italienische Gemeinde mit 1076 Einwohnern (Stand 31. Dezember 2023) in der Provinz Cosenza in Kalabrien.
Das Gebiet der Gemeinde liegt auf einer Höhe von 720 m über dem Meeresspiegel und umfasst eine Fläche von 81 km². San Donato di Ninea liegt etwa 66 km nordwestlich von Cosenza. Die Nachbargemeinden sind Acquaformosa, Altomonte, Grisolia, Lungro, Orsomarso, San Sosti und Verbicaro.